# Anton Svensson (1876–1956)
Anton Emanuel Svensson i riksdagen kallad Svensson i Pershult, född 22 januari 1876 i Sunds församling, Östergötlands län, död 3 juni 1956 i Barnarps församling, Jönköpings län, var en svensk lantbrukare och riksdagsman (bf).
Svensson var ledamot av riksdagens första kammare från 1938 till omkring 1941, invald i Jönköpings läns valkrets.